# 高瀬ダム
高瀬ダム（たかせダム）は、長野県大町市、一級河川・信濃川水系高瀬川の上流部に建設されたダムである。
東京電力リニューアブルパワーが管理する発電用ダムで、富山県の黒部ダム（黒部川）に次ぎ日本第二位の高さ。高さ176 mのロックフィルダムであり、揚水式水力発電所である新高瀬川発電所の上部調整池を形成し、下部調整池である七倉ダムとの間で最大128万キロワット (kW) を発電する日本有数の大規模水力発電所を擁する。ダムによって形成された人造湖は高瀬ダム調整湖（たかせダムちょうせいこ）と呼ばれ、通称はない。2005年（平成17年）には大町市の推薦を受け財団法人ダム水源地環境整備センターが選定するダム湖百選に選ばれている。中部山岳国立公園に指定されており、黒部ダムと同様に自家用車で行くことができないダムである。

## 歴史
信濃川水系犀川の支流である高瀬川は、飛騨山脈という日本国内有数の豪雪地帯に端を発する急流河川であり、水力発電に適しているとして古くから注目されてきた。電源開発計画を進めていた東信電気は、1922年（大正11年）に完成させた高瀬川第一発電所を足がかりに、高瀬川第二、第三、第四、第五発電所を次々に建設した。
第二次世界大戦後、高瀬川の水力発電所群を引き継いだ東京電力は、首都圏における電力需要の高まりを受けて、高瀬川の電源再開発事業を計画した。高瀬川においてすでに稼働している水力発電所は、いずれも小規模なもので、河川の利用率も低く開発の余地は残されていた。
当初は上流に高さ170メートル級の巨大なダムを築き、下流6か所の水力発電所によって最大43万キロワットを発生させ、一年間あたり6億キロワット時もの電力量を得ることを構想していた。しかし、その後の火力発電の進歩により、電力供給の主体が水力発電から火力発電に移行したことを受け、高瀬川電源再開発計画は大きく変更される。
最終的には高瀬ダム、七倉ダムという2基のダムを建設し、各ダム湖間で水を往来させる揚水発電所建設計画としてまとめられた。深夜の余剰電力を下池・七倉ダム湖より上池・高瀬ダム湖へ汲み上げることで吸収し、大量の電力が必要な昼間に備えるという運用により、大規模な火力発電所を安定して効率よく運転させることができる。
1969年（昭和44年）、高瀬ダムを上池、七倉ダムを下池とした新高瀬川発電所の建設に着手。1979年（昭和54年）に事業は完成した。

### 新高瀬川発電所
新高瀬川発電所（しんたかせがわはつでんしょ）は、東京電力リニューアブルパワーの水力発電所。上池・高瀬ダム湖と下池・七倉ダム湖との間で水を往来させ、最大で128万キロワットもの電力を発生させる大規模な揚水式水力発電所である。発電所は高瀬川右岸の地下にあり、30万キロワット級の水車発電機を4台と変電設備を設置。発生した電力は送電線を通じて長野県東筑摩郡朝日村にある新信濃変電所を経由し首都圏に向けて送電されている。
高瀬川テプコ館では高瀬ダムおよび新高瀬川発電所の見学を無料にて実施していた。完成当時は日本最大級の規模で、1980年代には東京電力のテレビコマーシャルにて放映されていた。しかしその後2011年の東北地方太平洋沖地震（東日本大震災）によって発生した福島第一原子力発電所の事故をきっかけにテプコ館は休館となり、放射能汚染の賠償のための資金調達の一環として6月には廃止された。

## アクセス
信濃大町駅から自家用車が入れる七倉山荘前までタクシーで30分、約6400円。許可車両以外通行禁止の七倉山荘前ゲートから高瀬ダムまでは特定タクシーで15分、約2100円。徒歩では、七倉山荘前から高瀬ダムまで片道1時間30分から2時間。
かつては高瀬川テプコ館より発車する無料送迎バス（予約制）が存在した。約2時間の行程でダムと発電所を見学することができたが、同館の廃止に伴い送迎バスも廃止された。

## 周辺

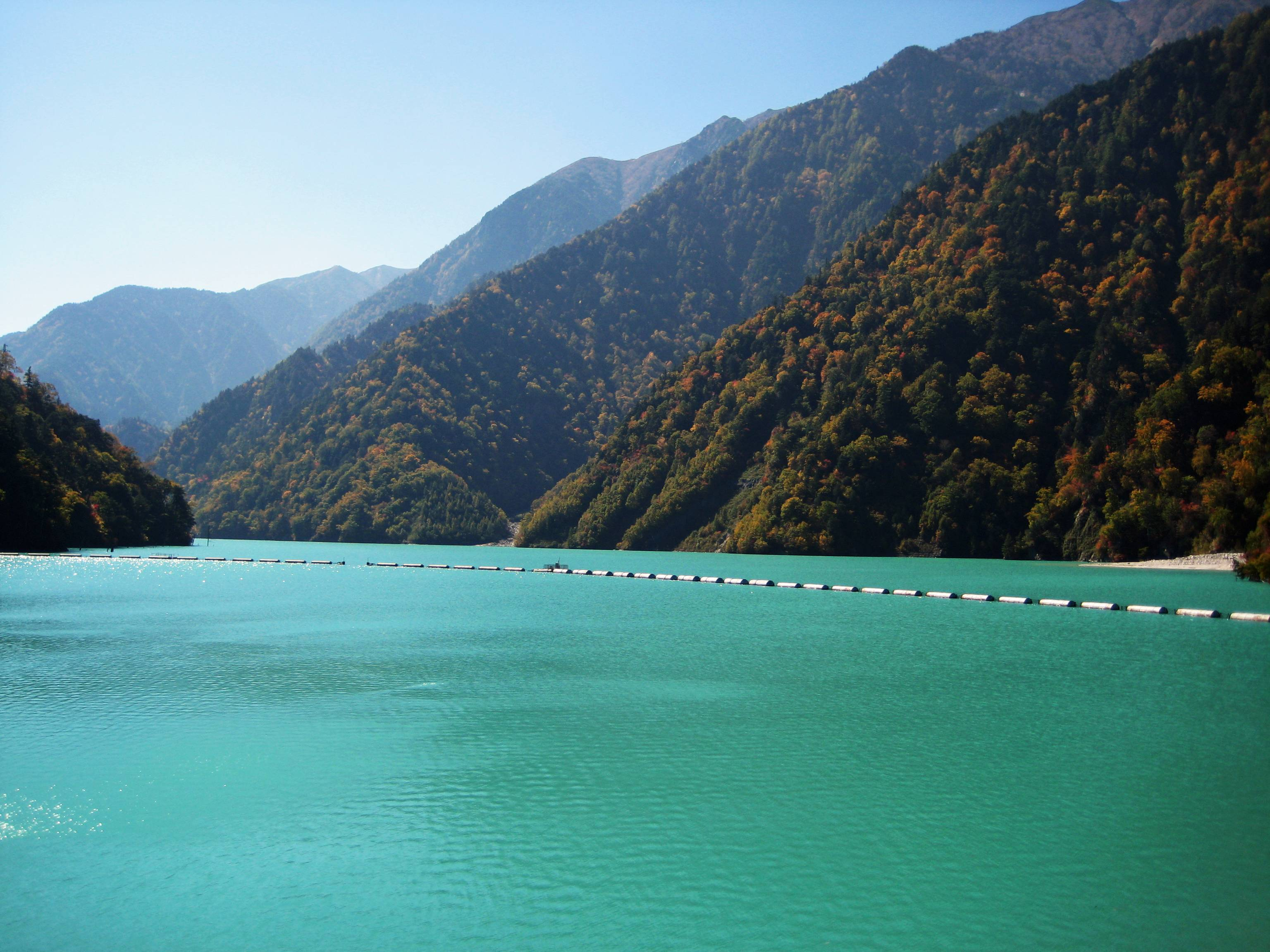
高瀬ダム調整湖。エメラルドグリーンの湖水である。ダム湖百選と中部山岳国立公園に指定されている。

高瀬ダムは、長野県内屈指の紅葉の名所・高瀬渓谷にあり、特に堤頂から見る紅葉は燃え立つように鮮やかで見る者を感動させる。曽野綾子の小説『湖水誕生』にも描かれている、高瀬ダム調整湖は2005年（平成17年）、大町市の推薦によって、ダム水源地環境整備センターが選定する『ダム湖百選』に選定された。
このように、国立公園内の自然環境保護を目的に、自家用車乗り入れを全面的に禁止しているダムとしては、高瀬ダムのほか黒部ダム、豊平峡ダム（豊平川）がある。ダム湖の奥にある秘湯・湯俣温泉晴嵐荘は、槍ヶ岳北面や野口五郎岳へ登山するにあたり重要なベースキャンプで、高瀬ダムからは徒歩2時間半の距離にある。かつては手掘りで温泉がわき出たと言われている。
付近には、七倉ダム・大町ダムのほか、大町市エネルギー博物館などがあり、自動車で20分ほど北に向かえば、黒部ダムに向かう大町側入口の関電トンネルに、1時間30分ほど南へ向かえば奈川渡・水殿・稲核の安曇三ダムにも行くことが可能であり、日本屈指の電源地帯を周遊することができる。

## ギャラリー

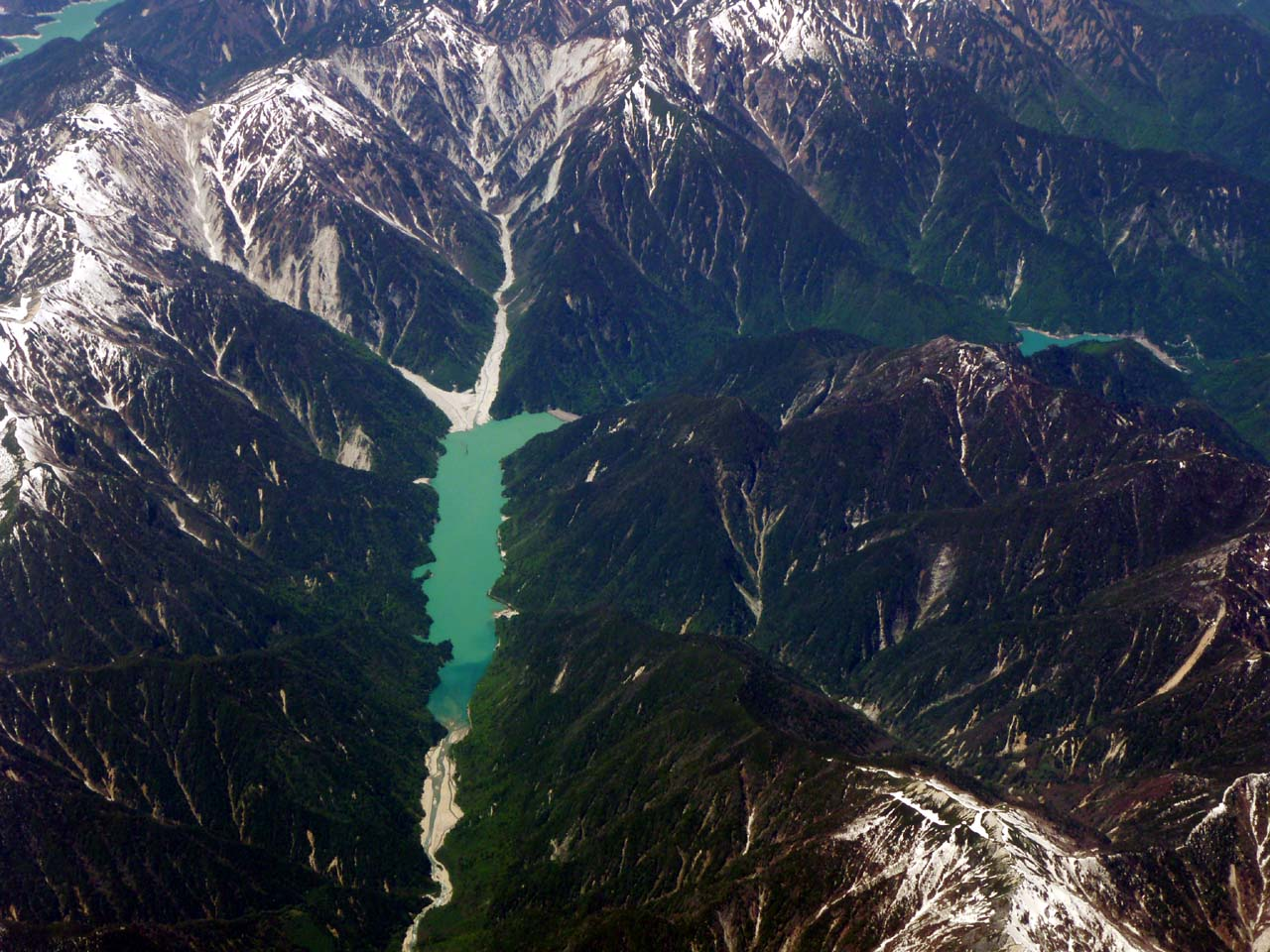
新高瀬川発電所・高瀬ダム湖、七倉ダム湖空撮
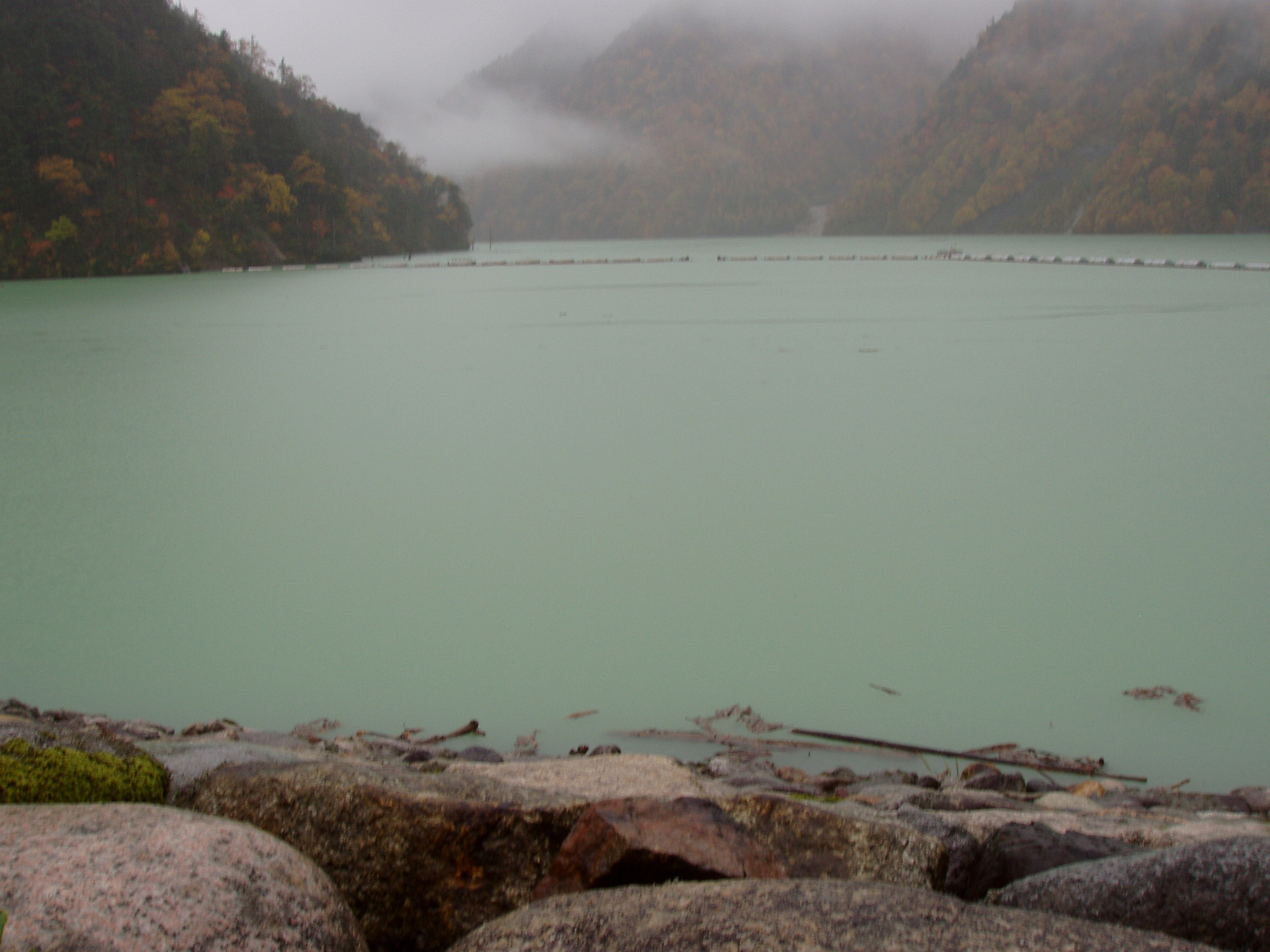
高瀬ダム調整湖（2007年10月27日撮影）
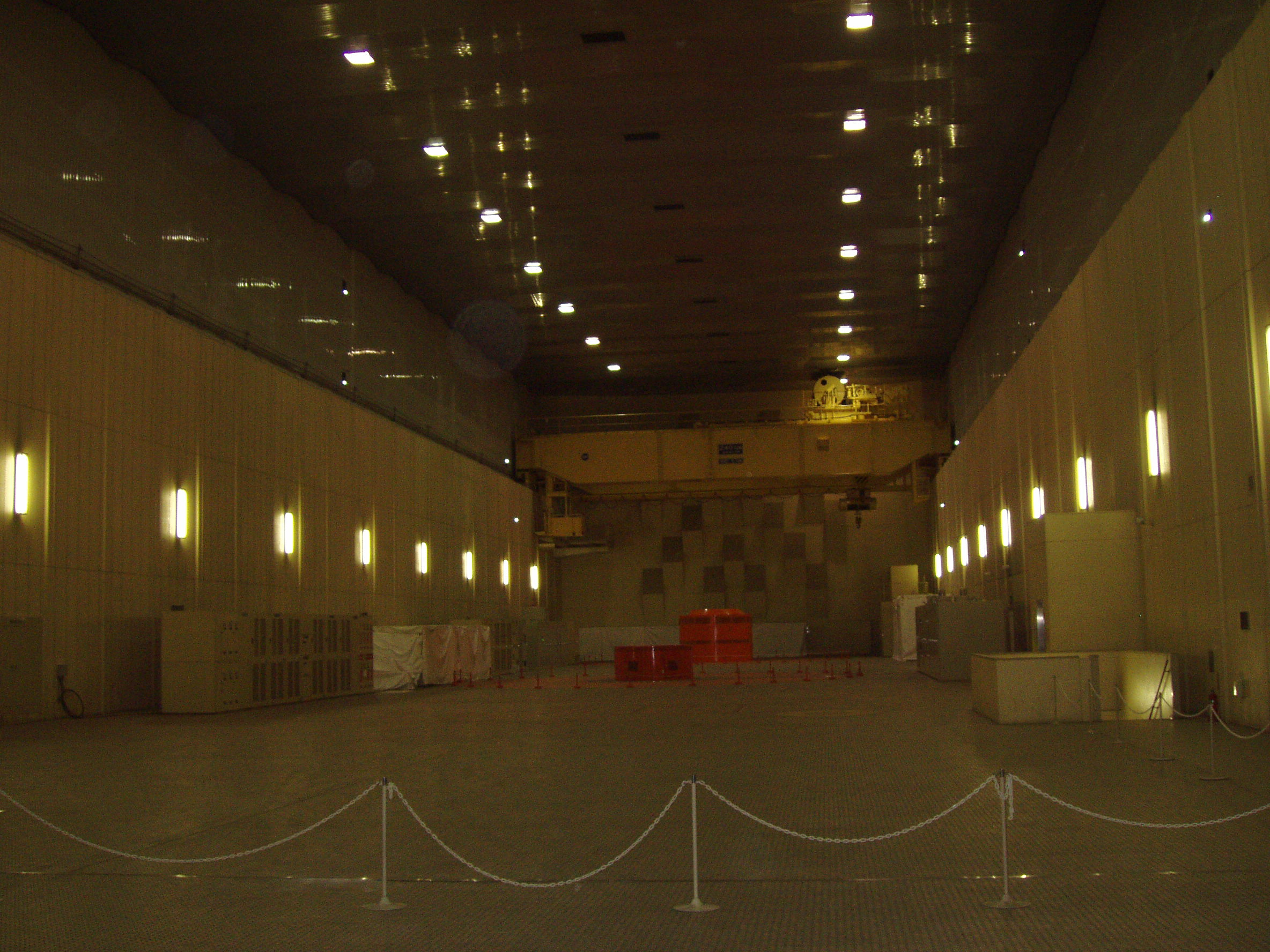
地下発電所 本館（2007年10月27日撮影）
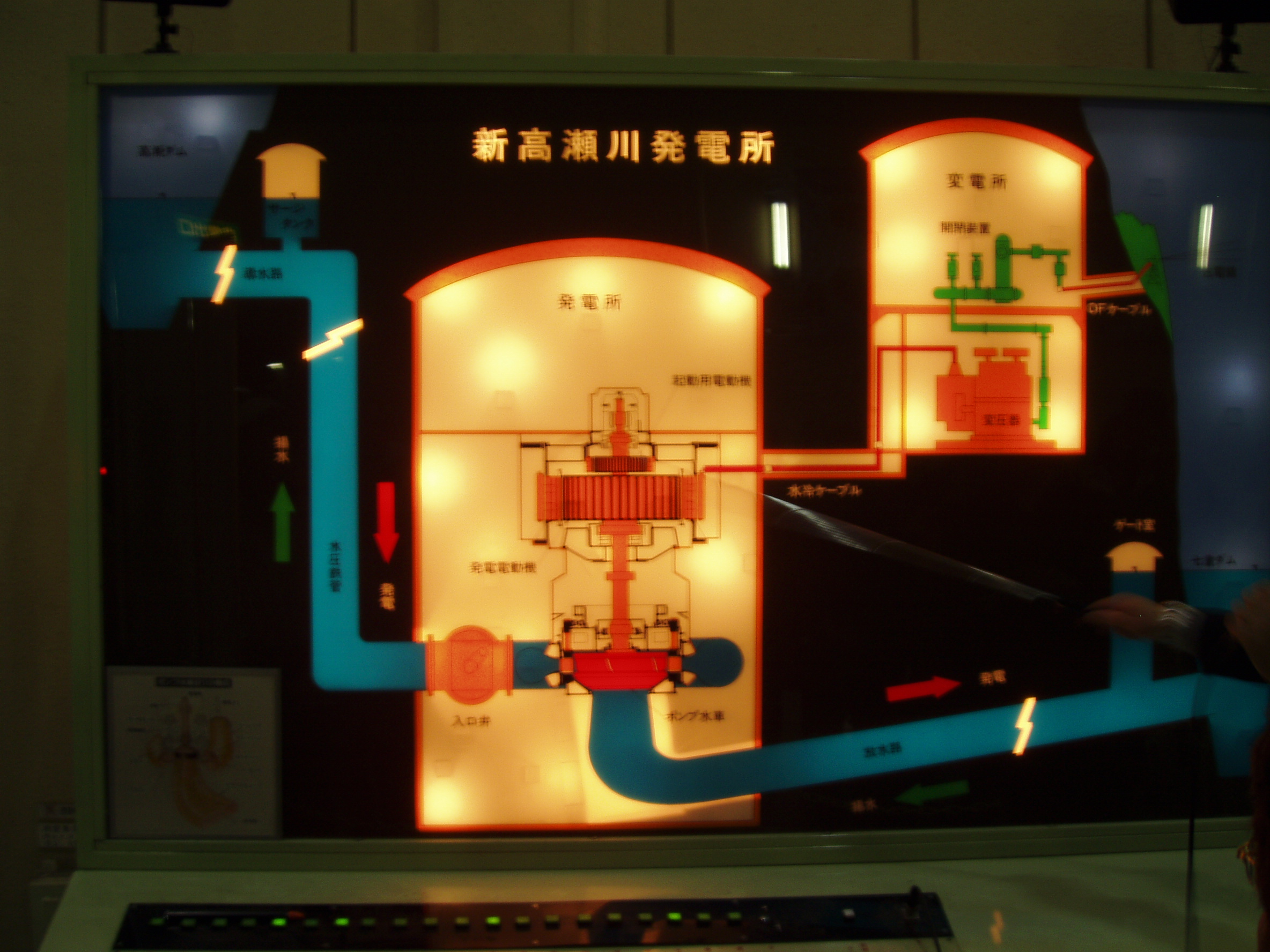
地下発電所 本館（2007年10月27日撮影）
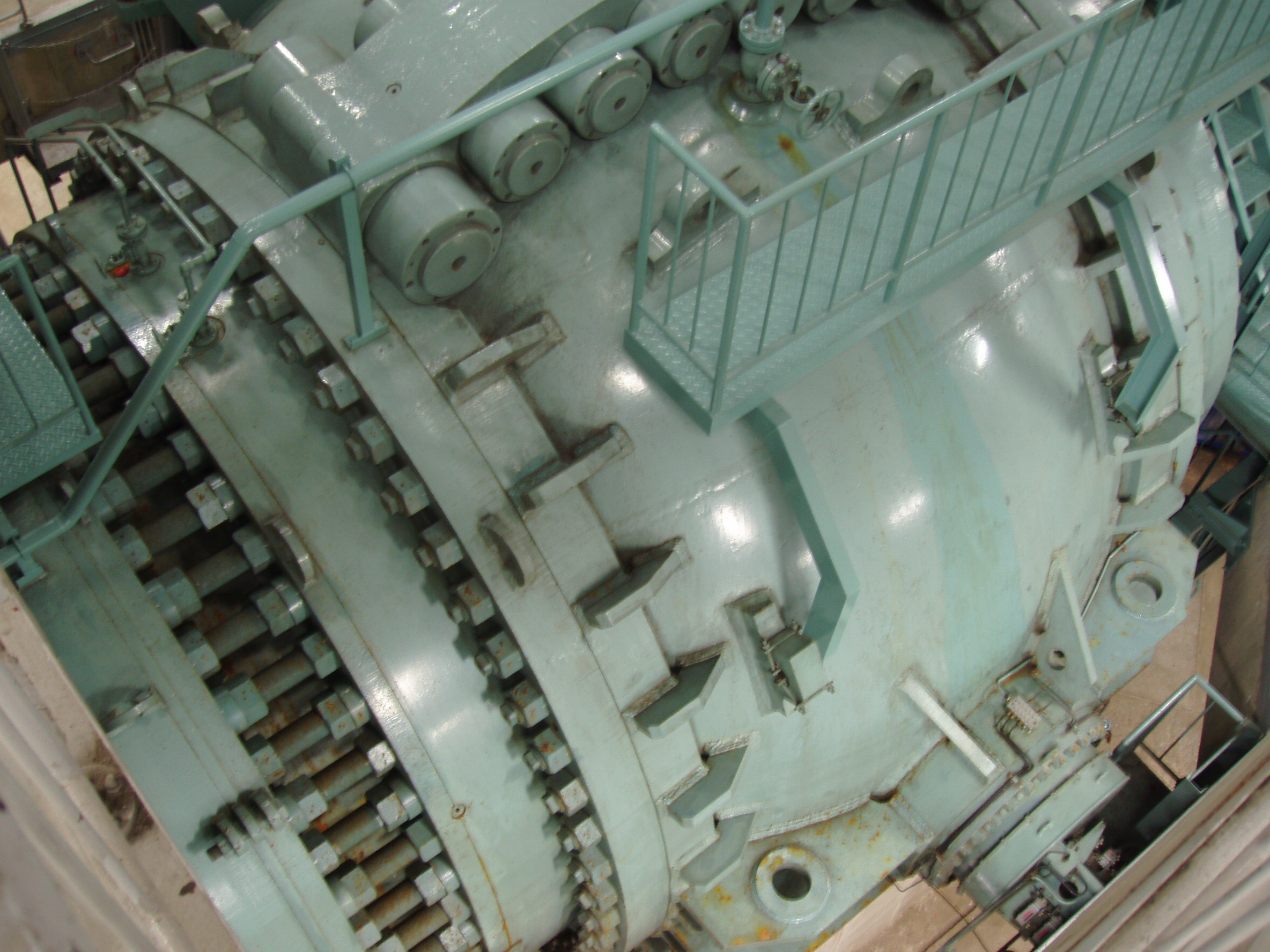
地下発電所 水車用弁（2007年10月27日撮影）